# Барбарка (Малопольское воеводство)
Барба́рка (пол. Barbarka) — село в Польше в сельской гмине Скала Краковского повета Малопольского воеводства.

## География
Село располагается в 3 км от административного центра гмины города Скала и в 22 км от административного центра воеводства города Краков.
В 1975—1998 годах село входило в состав Краковского воеводства.

## Население
По состоянию на 2013 год в селе проживало 219 человека.
| 2008 | 2013 |
| ---- | ---- |
| 210  | 219  |

Данные переписи 2013 года:
| Перепись  | Всего   | Всего | Женщины | Женщины | Мужчины | Мужчины |
| --------- | ------- | ----- | ------- | ------- | ------- | ------- |
| Единицы   | человек | %     | человек | %       | человек | %       |
| Население | 219     | 100   | 112     | 51,14   | 107     | 48,86   |